# Tristeza on Guitar

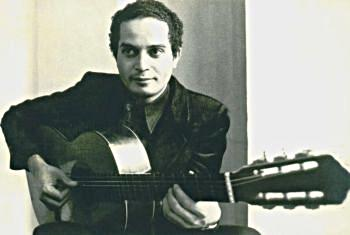
Baden Powell (1971)

Tristeza on Guitar ist ein Jazzalbum des brasilianischen Gitarristen Baden Powell. Die am 1. Juni 1966 im Studio Riosom S/A und am 2. Juni 1966 im Studio Atonal Ltda. entstandenen Aufnahmen erschienen 1966 bei Saba.

## Hintergrund
Baden Powell, der in den 1950er Jahren in Brasilien mit dem Pianisten Antônio Carlos Jobim und den Gitarristen Luiz Bonfá und João Gilberto erfolgreich im Quartett zusammengespielt hatte und seit Ende der 1950er Jahre erste Soloalben veröffentlichte, wurde Mitte der 1960er Jahre von dem deutschen Jazzautor und Musikproduzenten Joachim Ernst Berendt in Brasilien aufgesucht. Daraufhin kam es zur Zusammenarbeit der beiden. 1966 erschien zunächst das viel beachtete und international erfolgreiche Album Tristeza on Guitar, das noch in Rio de Janeiro entstand. Es folgten 1968 Poema on Guitar sowie 1971 von Canto on Guitar und 1972 von Images on Guitar. In Brasilien veröffentlichte das Label Elenco das Album 1968 mit zwei abweichenden Aufnahmen unter dem Namen Baden/O Som de Baden Powell.

## Titelliste
1. Tristeza (Niltinho, Haroldo Lobo) – 3:18
2. Canto de Xangô (Baden Powell, Vinícius de Moraes) – 4:43
3. Round About Midnight (Cootie Williams, Thelonious Monk) – 5:33
4. Saravá (Baden Powell) – 3:35
5. Canto de Ossanha (Baden Powell, Vinícius de Moraes) – 3:38
6. Manhã de Carnaval (Luis Bonfá) – 3:10
7. Invenção em 7 1/2 (Baden Powell) – 5:12
8. Das Rosas (Dorival Caymmi) – 5:28
9. Som de Carnaval (Baden Powell) – 3:30
10. O Astronauta (Baden Powell, Vinícius de Moraes) – 2:25[1]

## Rezeption
In seiner biografischen Notiz zu Baden Powell schreibt Laut.de: „Mit seinem lyrischen Spiel – immer gefangen zwischen simpel und komplex, zwischen ausgelassener Freude und tiefem Schmerz – erschafft der freigeistige Powell wundervolle Alben wie „Poema on Guitar“, „Samba Triste“ oder „Tristeza on Guitar“.“ Bezüglich des Künstlers zitiert Laut.de den brasilianischen Komponisten, Dichter und Musikproduzenten Hermínio Bello de Carvalho

„Baden ist ein Zauberer, ein Alchemist, eine Art dämonischer Erzengel, der in einem silbernen Schmelztiegel Weihrauch und Myrrhe, die Arpeggios und Akkorde mischt und diese Mischung aus Klängen, Licht, Farben und Melodien um sich fliegen lässt, die er den sechs Saiten seiner Gitarre voller Charme und Magie entlockt.“

und wertet: „Und er hat Recht. Roberto Baden Powell de Aquino der sich auf der Bühne einfach nur Baden Powell nannte, ist Gigant südamerikanischer Gitarrenmusik im Allgemeinen und brasilianischer Saitenhexerei im Besonderen. Der 1937 in Rio de Janeiro geborene Gitarrist und Komponist gehört zu den wichtigsten Bossa-Nova-Pionieren und war einer der ersten, der Jazz und Klassik mit Samba oder Afromusik mischte.“
Myles Boisen meint in seinem Review des Albums Tristeza on Guitar bei Allmusic: „Ein großartiger brasilianischer Gitarrist und ein großartiges Jazz-Album ohne das übliche populäre Drumherum“, vergibt aber nur drei von fünf Sternen.
Nach der Wiederveröffentlichung der vier von Joachim Ernst Behrendt zwischen 1966 und 1971 auf MPS produzierten Alben unter dem Titel Tristeza / Poema / Canto / Images On Guitar schrieb Hans-Jürgen Lenhart bei latin-mag.com: Die Alben „zeigen Baden Powell auf dem Höhepunkt seines Könnens, bevor in den 70ern der Alkohol immer mehr von ihm Besitz ergriff. Powell war der erste schwarze Musiker innerhalb der Bossa Nova-Szene und bereicherte sie mit afro-brasilianischen Elementen. ... Unglaublich, wie er verträumte Melodien, atemberaubende Spieltechnik bzw. Tempo und plötzliches Synkopieren in einem einzigen Stück zu kombinieren verstand. Jazz, Samba, Klassik, nichts war ihm fremd ... Man ist verführt zu sagen, was Hendrix für die E-Gitarre war, war Powell für die akustische Gitarre. Powell war der erste Brasilianer, der ohne die amerikanischen Jazzer zu internationalem Ruhm kam. Prädikat unverzichtbar.“
Und Chris May schreibt 2018 in All About Jazz anlässlich der Wiederveröffentlichung des Albums Tristeza on Guitar bei MPS Records: „Ursprünglich im Jahr 1966 veröffentlicht, ist es ein bleibender Schatz der brasilianischen Musik des 20. Jahrhunderts. ... Alle MPS-Alben von Powell verkaufen sich gut, aber dieses hier, aufgenommen in Brasilien mit einer 100% brasilianischen Besetzung zwei Jahre, bevor Powell dauerhaft nach Frankreich zog, hat einen besonderen Zauber.“